# Marcel Tanner

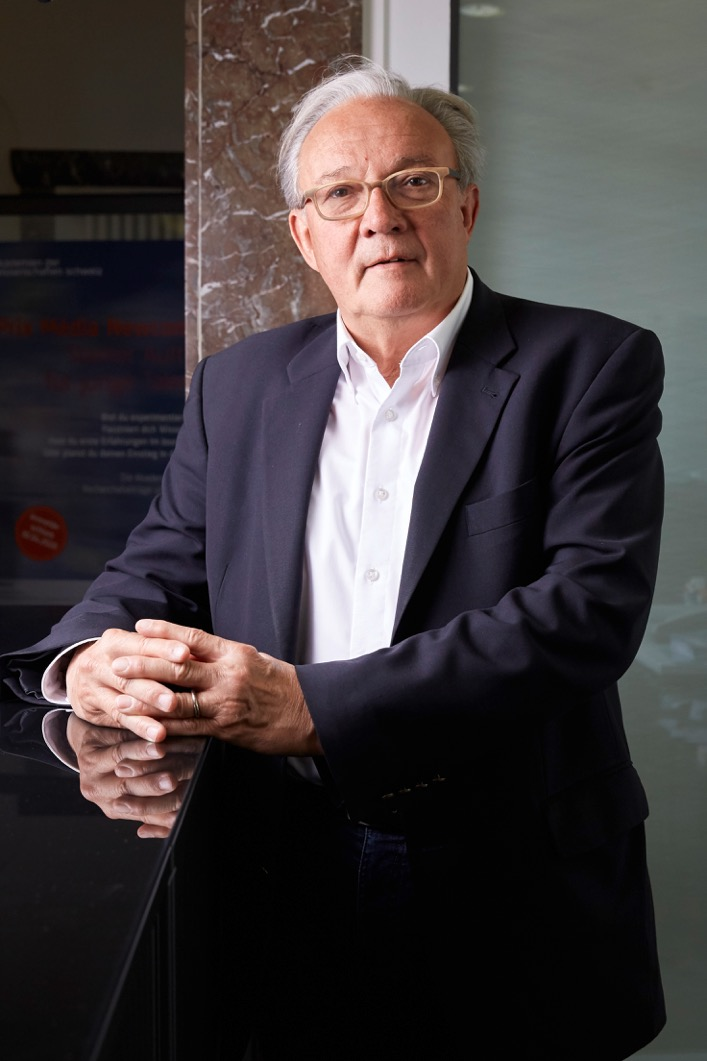
Marcel Tanner (2020)

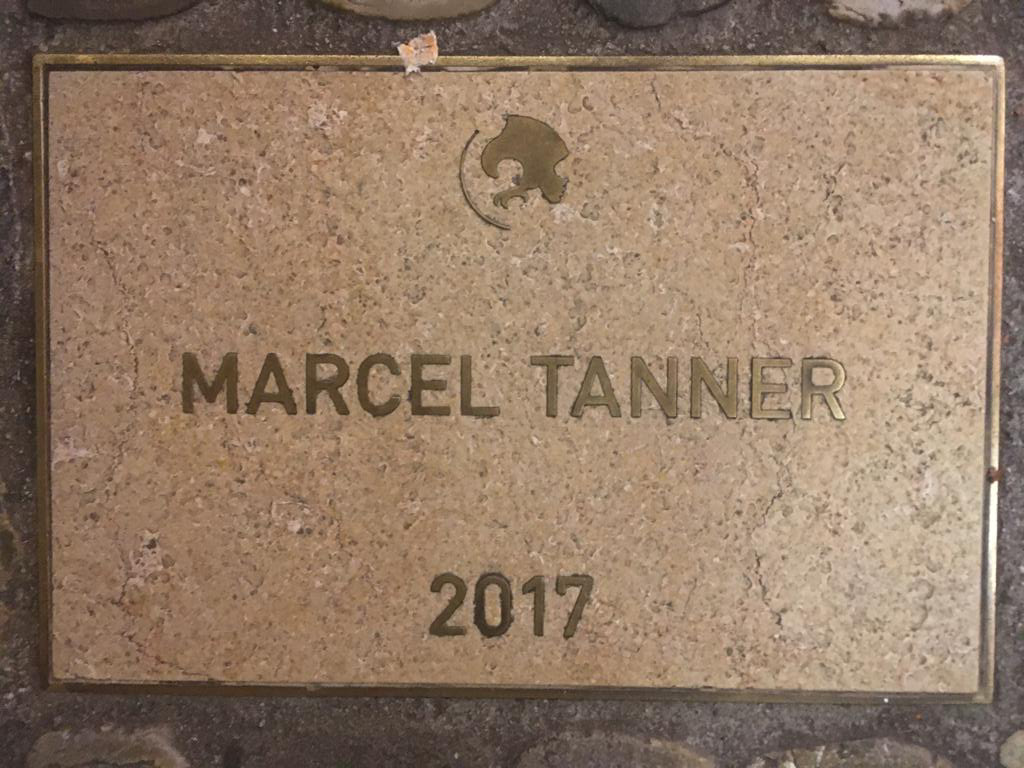
Ehrentafel für Marcel Tanner auf dem Walk of Spalebärg in Basel

Marcel Tanner (* 1. Oktober 1952 in Basel) ist ein Schweizer Epidemiologe, Malariaforscher und Public-Health-Spezialist. Er ist Präsident der R. Geigy-Stiftung, Präsident der Akademien der Wissenschaften Schweiz und Direktor emeritus des Schweizerischen Tropen- und Public Health Instituts (Swiss TPH).

## Leben und wissenschaftliche Karriere
Marcel Tanner studierte medizinische Parasitologie am Schweizerischen Tropeninstitut in Basel. In seiner Dissertation beschäftigte er sich mit den Erregern der Afrikanischen Schlafkrankheit. 1979 reiste er nach Kamerun, um Antigene für bessere Diagnostika gegen die afrikanische Flussblindheit zu entwickeln. Bei der Arbeit mit der Dorfbevölkerung wurde Tanner die Tragweite der Public-Health und derer weit gefächerten Probleme klar. Die Menschen litten an Durchfall und Atemwegserkrankungen, an Malaria und faulen Zähnen. Die Häuser waren ohne Strom, die Frauen schöpften das Trinkwasser aus einem abgelegenen Fluss.
1981 übernahm Marcel Tanner die Leitung des Swiss Tropical Institute Field Laboratory (STIFL) in Ifakara Tansania. Er setzte Forschungsprogramme konsequent mit und für die Bevölkerung vor Ort um. Sein Ziel war es zudem, das 1957 gegründete STIFL in tansanische Hände zu übergeben. So knüpfte er Kontakte zur Regierung, förderte die Zusammenarbeit mit den betroffenen Menschen im Kilombero-Distrikt und ermöglichte ersten einheimischen Wissenschaftlern eine Karriere am Feldlabor, das er über die Jahre der Zusammenarbeit und Partnerschaft zum Ifakara Health Institute (IHI) entwickelte.
1984 absolvierte Marcel Tanner einen Master in Public Health an der London School for Hygiene and Tropical Medicine. Er wurde Departementsleiter «Gesundheitswesen und Epidemiologie» am Tropeninstitut in Basel und 1997 zum Direktor ernannt. Unter ihm stieg das Tropeninstitut zu einem weltweit renommierten Institut der Globalen Gesundheit auf, an welchem bis zu 800 Experten aus unterschiedlichster Fachrichtungen arbeiten. Tanner ist Autor von über 700 Originalarbeiten, 51 Buchkapiteln, über 400 Kurzberichten und zahlreichen Evaluierungsberichten für Regierungen und internationale Organisationen.
Inzwischen ist Marcel Tanner Professor emeritus für Epidemiologie und Parasitologie an der Universität Basel, an welcher er zwischen 2002 und 2004 auch Dekan war. Zwischen 2016 und 2020 war er Präsident der Akademien der Naturwissenschaften Schweiz. 2019 wurde er – zuerst ad interim – zum Präsidenten der Akademien der Wissenschaften Schweiz gewählt. Ebenfalls präsidiert er die R. Geigy-Stiftung.

## Engagement
Tanner hat zahlreiche Initiativen zur Bekämpfung von vernachlässigten Krankheiten sowie Armutskrankheiten in den Ländern des Südens angestossen und weitergetrieben. So war er Gründungsmitglied von Medicines for Malaria Venture (MMV) oder der Drugs for Neglected Diseases Initiative (DNDI). Als Direktor des Swiss TPH und seinen Partnerinstitutionen insbesondere in Tansania war er federführend an der Entwicklung von Malaria-Impfstoffen beteiligt. Der erste Impfstoff gegen die Krankheit (RTS,S) wurde 2019 routinemässig in einer Pilotphase in drei afrikanischen Ländern (Kenia, Ghana, Malawi) eingeführt. Marcel Tanner vertritt den Grundsatz, dass es nicht reicht, neue Medikamente oder Impfstoffe zu entwickeln, ohne in den Aufbau schwacher Gesundheitssysteme und die Ausbildung lokaler Experten zu investieren. So setzt er sich stark für junge Forschende aus unterprivilegierten Ländern und deren Ausbildung ein. Dabei übt er auch Kritik am aktuellen Wissenschaftssystem: «Die Ausbildung junger Nachwuchsforscher ist viel wichtiger, als dieser Drang nach wissenschaftlichen Publikationen und Bewertung über Impact-Factors.»
Tanner ist zudem Präsident der R. Geigy-Stiftung, Verwaltungsratsmitglied des Universitätsspital Basel und Mitglied zahlreicher anderer Stiftungen und wissenschaftlicher Organisationen wie der Gebert-Rüf-Stiftung, der Foundation for Innovative Diagnostics (FIND), des INCLEN-Trust, der Botnar Stiftung oder des Novartis Institute for Tropical Diseases. Im April 2020 wurde Tanner zum Mitglied des Advisory Board der National COVID-19 Science Task Force ernannt.

## Auszeichnungen
Marcel Tanner ist Träger zahlreicher Auszeichnungen und Ehrungen, wie z. B.:
- 2008 – Ehrendoktor der Universität Neuchâtel
- 2015 – Preis für transdisziplinäre Forschung der Akademien der Wissenschaften Schweiz
- 2018 – Ernennung zum «High Representative» of the European & Developing Countries Clinical Trials Partnership (EDCTP)
- 2018 – Mitglied der African Academy of Sciences (AAS)
- 2018 – Grand Jet d’Or de Genève des Geneva Health Forums (GHF)
- 2020 – Ehrendoktor der Universität Zürich
- 2023 – Preis der Stiftung Dr. J. E. Brandenberger